# Caryodaphnopsis fosteri
Caryodaphnopsis fosteri är en lagerväxtart som beskrevs av H. van der Werff. Caryodaphnopsis fosteri ingår i släktet Caryodaphnopsis och familjen lagerväxter. Inga underarter finns listade i Catalogue of Life.